# ذاكرة ألفية
ذاكرة ألفية (بالإنجليزية: Millipede memory)‏ هي نوع من أنواع الذاكرة المستدامة للحاسوب. تضمن كثافة بيانات تزيد عن تيرابت واحد لكل بوصة مربعة (1 غيغابت لكل ملليمتر مربع)، وهو ما يقارب حد التسجيل العمودي على القرص الصلب. يتلخص السعي إلى استخدام تكنولوجيا تخزين ألفي في إيجاد بديل محتمل للتسجيل المغناطيسي في الأقراص الصلبة ووسيلة لتقليل الحجم الفعلي للتكنولوجيا إلى حجم الوسائط الوميضية.
عرضت شركة آي بي إم نموذجًا أوليًا لجهاز تخزين ألفي في معرض سيبت لعام 2005، وكانت تحاول جعل التكنولوجيا متاحة تجاريًا بحلول نهاية عام 2007. لكن وبسبب إنجازات متزامنة في تكنولوجيات تخزين منافسة، لم يتوفر أي منتج تجاري منذ ذلك الحين.

## تكنولوجيا

### المفهوم الأساسي
تُصمَم الذاكرة الرئيسية لأجهزة الحاسوب الحديثة من أحد الأجهزة المرتبطة بذاكرة وصول عشوائي ديناميكية. تتكون ذاكرة الوصول العشوائي الديناميكية أساسًا من سلسلة من المكثفات التي تخزن البيانات من حيث تواجد الشحنة الكهربائية أو غيابها. يحتوي كل مكثف ودائرة التحكم المرتبطة به، والتي يشار إليها بالخلية، على بت واحد، ويمكن قراءة بتّات متعددة أو كتابتها في كتل كبيرة في نفس الوقت.
على النقيض من ذلك، تخزن الأقراص الصلبة البيانات على قرص مغطى بمادة مغناطيسية، إذ تمثَل البيانات بواسطة هذه المادة الممغنطة موضعيًا. تجري القراءة والكتابة بواسطة رأس واحد، الذي ينتظر مرور موقع الذاكرة المطلوب تحت الرأس أثناء دوران القرص. نتيجة لذلك، يقيَد أداء القرص الصلب بواسطة السرعة الميكانيكية للمحرك، وهو أبطأ بمئات الآلاف من المرات من ذاكرة الوصول العشوائي الديناميكية. مع ذلك، نظرًا لأن «الخلايا» الموجودة في قرص صلب أصغر بكثير، فإن كثافة التخزين الخاصة بالأقراص الصلبة أعلى بكثير من ذاكرة الوصول العشوائي الديناميكية.
يحاول التخزين الألفي الجمع بين ميزات كلا الجانبين. مثل القرص الصلب، يخزن الألفي البيانات في وسط ويصل إلى البيانات عن طريق تحريك الوسط تحت الرأس. بشكل مشابه أيضًا للأقراص الصلبة، فإن الوسائط المادية للتخزين الألفي تخزن البت في مساحة صغيرة، ما يؤدي إلى كثافات تخزين عالية. غير أن التخزين الألفي يستخدم العديد من الرؤوس النانوية التي يمكنها القراءة والكتابة بالتوازي، ما يزيد من كمية البيانات المقروءة في وقت معين.
من الناحية الميكانيكية، يستخدم التخزين الألفي العديد من مسابر القوة الذرية، كل منها مسؤول عن قراءة وكتابة عدد كبير من البتات المرتبطة به. تخزَن هذه البتات على هيئة حفرة، أو غياب أحدها، في سطح المبلمر النشط حراريًا، الذي يترسب كطبقة رقيقة على حامل يُعرف بالمزلقة (sled). يمكن لأي مسبار واحد فقط قراءة مساحة صغيرة نسبيًا من المزلقة المتاحة له أو الكتابة عليها، والمعروفة باسم حقل التخزين. عادةً، تُحرَك المزلقة بحيث توضع البتات المحددة أسفل المسبار باستخدام مشغلات كهروميكانيكية. تشبه هذه المشغلات تلك التي تحدد موقع رأس القراءة/الكتابة في قرص صلب نموذجي، ولكن المسافة الفعلية التي تم تحريكها ضئيلة بالمقارنة. تحرَك المزلقة في نمط مسح ضوئي لجلب البتات المطلوبة تحت المسبار، وهي عملية تُعرف بالمسح الضوئي س/ص.
تعد كمية الذاكرة المخدومة من قبل أي زوج واحد من حقل/مسبار صغيرة إلى حد ما، وكذلك حجمها الفعلي. بالتالي، تُستخدم العديد من أزواج حقل/مسبار هذه في إنشاء جهاز ذاكرة، ويمكن نشر قراءة البيانات وكتابتها عبر العديد من الحقول بالتوازي، ما يزيد من معدل التشغيل ويحسن أوقات الوصول. على سبيل المثال، تُكتب قيمة مفردة ذات 32 بت في العادة كمجموعة من البتات الفردية المرسلة إلى 32 حقل مختلف. في الأجهزة التجريبية الأولية، تركّب المسابر في شبكة 32×32 بإجمالي 1024 مسبار. نظرًا لأن هذا التخطيط بدا وكأنه أرجل لحيوان ألفية الأرجل، وُضع الاسم بناءً عليه. ينطوي تصميم المصفوفة الكابولية على صنع العديد من الكابولات الميكانيكية، التي يجب تركيب المسبار عليها. تُصنع جميع الكابولات بالكامل من السيليكون، باستخدام تشغيل مكني ميكروي سطحي على سطح الرقاقة.
فيما يتعلق بإنشاء الفُرجات، أو الحفر، تحتفظ المبلمرات غير المتشابكة بدرجة حرارة زجاجية منخفضة، نحو 120 درجة مئوية للبولي مثيل ميثاكريلات، وإذا سُخن طرف المسبار إلى أعلى من درجة حرارة الزجاج، فإنه يترك فرجة صغيرة. تُنشأ الفُرجات بدقة جانبية تبلغ 3 نانومتر. عن طريق تسخين المسبار مباشرة إلى جانب الفرجة، سينصهر المبلمر مرة أخرى ويملأ الفرجة، ما يمحوها. بعد الكتابة، يمكن استخدام رأس المسبار لقراءة الفرجات. إذا عوملت كل فرجة على أنها وحدة بت واحدة، فيمكن نظريًا تحقيق كثافة تخزين تبلغ 0.9 تيرابايت/بوصة مربعة.

### قراءة البيانات وكتابتها
يخزن كل مسبار في مصفوفة كابولية البيانات ويقرؤها على نحو ميكانيكي حراري، متناولًا وحدة بت واحدة في كل مرة. لإجراء القراءة، يُسخن طرف المسبار إلى نحو 300 درجة مئوية ويُنقل إلى قرب مزلقة البيانات. إذا كان المسبار فوق حفرة، فسيدفعه الكابول داخل الحفرة، ما يزيد المساحة السطحية الملامسة للمزلقة، وبالتالي يزيد التبريد مع تسرب الحرارة إلى المزلقة من المسبار. في حالة عدم وجود حفرة في ذلك الموقع، يبقى طرف المسبار ملامسًا للمزلقة فقط، وتتسرب الحرارة ببطء أكثر. تكون المقاومة الكهربائية للمسبار هي دالة لدرجة حرارته، وترتفع مع ارتفاع في درجة الحرارة. بالتالي، عندما يقع المسبار في حفرة ويبرد، يسجل هذا كانخفاض في المقاومة. ستتُرجم المقاومة المنخفضة إلى وحدة بت تعادل «1» أو «0» بخلاف ذلك. في أثناء قراءة حقل تخزين كامل، يُسحب الطرف فوق السطح بالكامل وتُراقب تغييرات المقاومة باستمرار.
لكتابة بت، يُسخن طرف المسبار إلى درجة حرارة أعلى من درجة حرارة التحول الزجاجي للمبلمر المستخدم في تصنيع مزلقة البيانات، التي تُصنع عمومًا من زجاج أكريليكي (بولي مثيل ميثاكريلات). في هذه الحالة، تكون درجة حرارة التحول نحو 400 درجة مئوية. لكتابة «1»، يُخفف المبلمر القريب من الطرف، ثم يمس الطرف برفق، ما يؤدي إلى تكوّن نقرة. لمحو البت وإعادته إلى حالة الصفر، يُسحب الطرف من السطح بدلًا من ذلك، ما يسمح للتوتر السطحي بسحب السطح بشكل مستوي مرة أخرى. استخدمت النظم التجريبية القديمة مجموعة متنوعة من تقنيات المحو التي كانت عمومًا أكثر استهلاكًا للوقت وأقل نجاحًا. قدمت هذه الأنظمة القديمة نحو 100 ألف عملية محو، ولكن المراجع المتاحة لا تحتوي على معلومات كافية لتقول ما إذا تطور ذلك بتقنيات أحدث.[بحاجة لمصدر]
كما قد يتوقع المرء، فإن الحاجة إلى تسخين المسابر تتطلب قدرًا كبيرًا إلى حد ما من الطاقة للتشغيل العام. مع ذلك، يعتمد المقدار الدقيق على السرعة التي بها يتم الوصول إلى البيانات، إذ بمعدلات أبطأ يكون التبريد أثناء القراءة أصغر، وكذلك عدد المرات التي يجب فيها تسخين المسبار إلى درجة حرارة أعلى للكتابة. عند التشغيل بمعدلات بيانات لا تتعدى القليل من الميغابتات في الثانية، من المتوقع أن يستهلك التخزين الألفي نحو 100 مللي واط، وهو في نطاق تقنية الذاكرة الوميضية وأقل بكثير من الأقراص الصلبة. مع ذلك، تتمثل إحدى المزايا الرئيسية للتصميم الألفي في أنه متواز بدرجة كبيرة، ما يسمح له بالعمل بسرعات أعلى بكثير في نطاق  غيغابايت/ثانية. في هذه الأنواع من السرعات، قد يتوقع المرء متطلبات طاقة أكثر مطابقة للأقراص الصلبة الحالية، وفي الواقع، فإن سرعة نقل البيانات محدودة إلى نطاق الكيلوبت في الثانية للمسبار الفردي، والذي يصل إلى بضع ميغابتات لمصفوفة كاملة. أظهرت التجارب التي أجريت في مركز أبحاث آلمادن التابع لشركة آي بي أم أن الأطراف الفردية يمكن أن تدعم معدلات بيانات تصل إلى 1  أو 2 ميغابت في الثانية، ما يوفر سرعات إجمالية في نطاق وحدات الغيغابايت/ثانية.

### تطبيقات
طُرحت الذاكرة الألفية كنوع من أنواع ذاكرة الحاسوب غير المتطايرة التي كان الغرض منها أن تتنافس مع الذاكرة الوميضية من حيث تخزين البيانات، وسرعة القراءة والكتابة، والحجم الفعلي للتكنولوجيا. غير أن تكنولوجيات أخرى فاقت ذلك منذ ذلك الحين، وبالتالي لا يبدو أنها تكنولوجيا يجري السعي إلى تحقيقها حاليًا.